# Јантис (Тексас)
Јантис (енгл. Yantis) град је у америчкој савезној држави Тексас. По попису становништва из 2010. у њему је живело 388 становника.

## Демографија
Према попису становништва из 2010. у граду је живело 388 становника, што је 67 (20,9%) становника више него 2000. године.
| Група             | 2000.       | 2010.       |
| Белци             | 282 (87,9%) | 338 (87,1%) |
| Афроамериканци    | 0 (0,0%)    | 0 (0,0%)    |
| Азијати           | 0 (0,0%)    | 0 (0,0%)    |
| Хиспаноамериканци | 29 (9,0%)   | 48 (12,4%)  |
| Укупно            | 321         | 388         |